# 사운드클라우드
사운드클라우드(영어: SoundCloud)는 스웨덴의 스톡홀름에서 구상되고 독일 베를린에 본사를 둔 글로벌 온라인 음악 유통 플랫폼이다. 플리커, 유튜브, 비메오가 이미지, 영상 온라인 플랫폼을 대표한다면, 음악에는 사운드클라우드가 이 역할을 하고 있다고 평가된다. 아마추어의 작업물이 대다수이지만, 프로 뮤지션들이 무료 공개곡이나 신곡의 프리뷰를 올리기도 한다. 드레이크, 찬스 더 래퍼 등 다수의 아티스트들이 작업물을 공유하고 있다.

## 역사
2007년 8월에 사운드 디자이너 알렉스 리웅과 에릭 월포스가 공동으로 설립하였다. 사운드클라우드는 2009년 4월에 Doughty Hanson Technology Ventures로부터 투자금을 유치하였으며, 2011년 6월 15일에는 5백만명, 2012년 1월 23일에는 천만명의 가입자 수를 달성하였다.

## 같이 보기
- NoCopyrightSounds